# Dreams of a Cryotank
Dreams of a Cryotank är Covenants första fullängdalbum. Det utkom ursprungligen i december 1994, därefter 1997 med en något annorlunda låtlista och sedan återigen i juli 1999, då på Metropolis Records.

## Låtlista
Alla låtar är skrivna och komponerade av Covenant. 
| Nr  | Titel                                    | Längd |
| --- | ---------------------------------------- | ----- |
| 1.  | Theremin                                 | 4:22  |
| 2.  | Replicant                                | 4:01  |
| 3.  | Shipwreck                                | 4:46  |
| 4.  | Void                                     | 4:34  |
| 5.  | Hardware requiem                         | 4:45  |
| 6.  | Shelter                                  | 4:10  |
| 7.  | Wasteland                                | 3:50  |
| 8.  | Voices                                   | 4:35  |
| 9.  | Edge of dawn                             | 4:32  |
| 10. | Speed                                    | 5:10  |
| 11. | Cryotank expansion: Dawn Noon Dusk Night | 25:46 |
| 12. | Theremin                                 | 4:31  |

1. ↑  När skivan återsläpptes i USA 1997 ersattes denna låt av ”Painamplifier”, 3:06 lång.